# Morpho juturna
Morpho juturna är en fjärilsart som beskrevs av Butler 1870. Morpho juturna ingår i släktet Morpho och familjen praktfjärilar. Inga underarter finns listade i Catalogue of Life.